# 諾威奇鎮區 (北達科他州麥克亨利縣)
諾威奇鎮區（英語：Norwich Township）是位於美國北達科他州麥克亨利縣的一個鎮區。

## 地方資料
諾威奇鎮區的面積為92.51平方千米，當中陸地面積為92.26平方千米，而水域面積為0.25平方千米。根據2020年美國人口普查的數據，當地共有人口145人，而人口密度為每平方千米1.57人。